# Ferran Julià
Ferran Julià Tous (Barcelona, 7 de julio de 2000) es un deportista español que compite en natación, especialista en el estilo libre.
Ganó una medalla de plata en la Copa Mundial de Natación de 2018, en la prueba de 1500 m libre.
Participó en los Juegos Olímpicos de París 2024, ocupando el decimotercer lugar en la prueba de 4 × 200 m libre.